# Menjamel d'Ashby
El menjamel d'Ashby (Ashbyia lovensis) és una espècie d'ocell de la família dels melifàgids (Meliphagidae) i única espècie del gènere Ashbyia. Habita deserts pedregosos i praderies de l'est d'Austràlia.